# WestStar Tower
La WestStar Tower (también conocida como WestStar Tower at Hunt Plaza) es un rascacielos ubicado en 601 North Mesa Street en el centro de El Paso (Estados Unidos). Se completó en 2021 y superó al Wells Fargo Plaza como el edificio más alto de El Paso, con una altura de 96 m. La torre tiene 20 pisos en total. La torre, que cubre toda una manzana de la ciudad, tiene un área de parque a nivel del suelo, asientos y comedor al aire libre y unos 24 300 m² para oficinas Clase A+. Además de esto, también cuenta con 1200 m² de oficinas y locales comerciales en la planta baja. Fue el primer rascacielos de más de 90 m construido en El Paso en casi 50 años.

## Galería

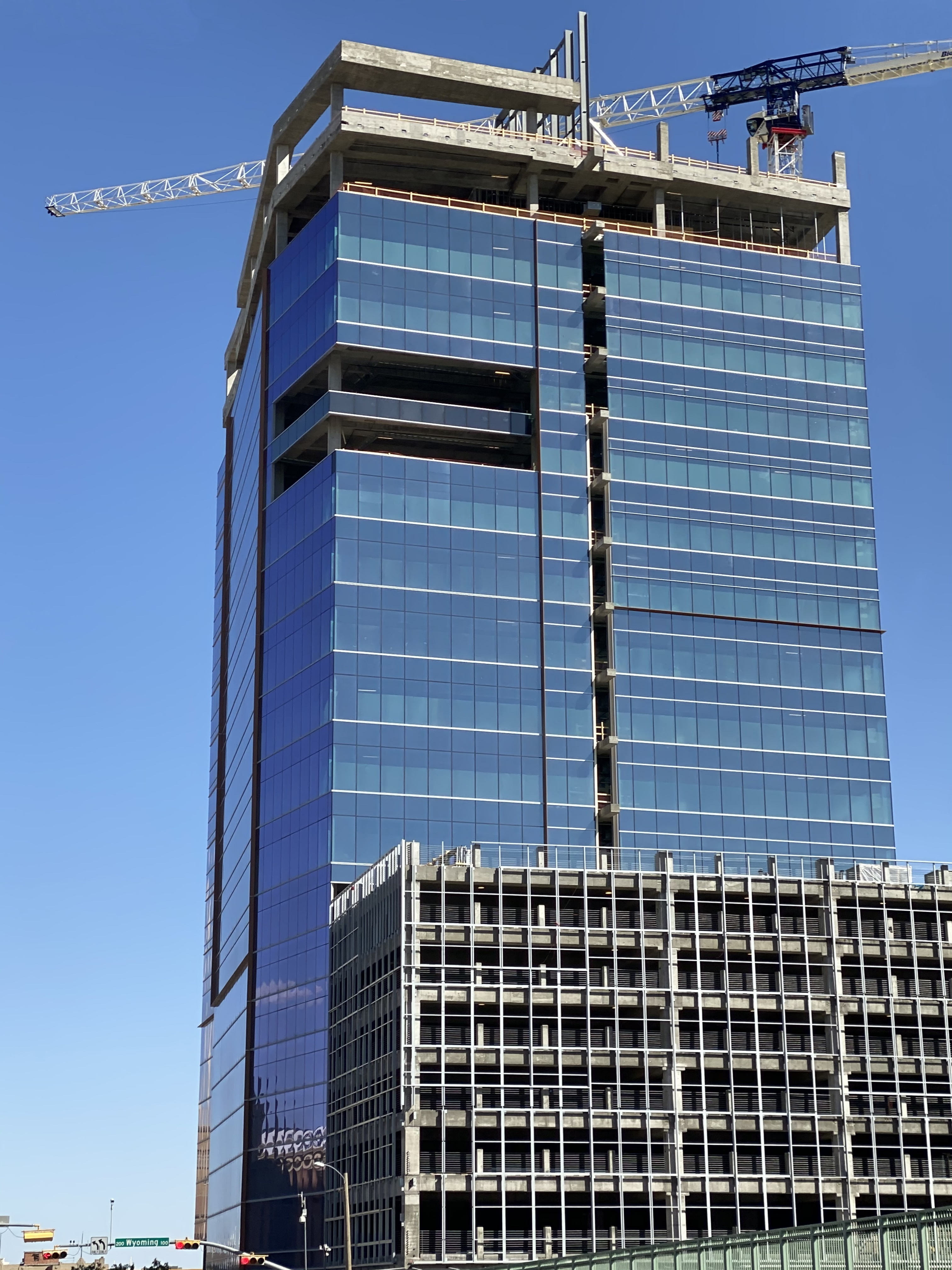
En obra en 2020
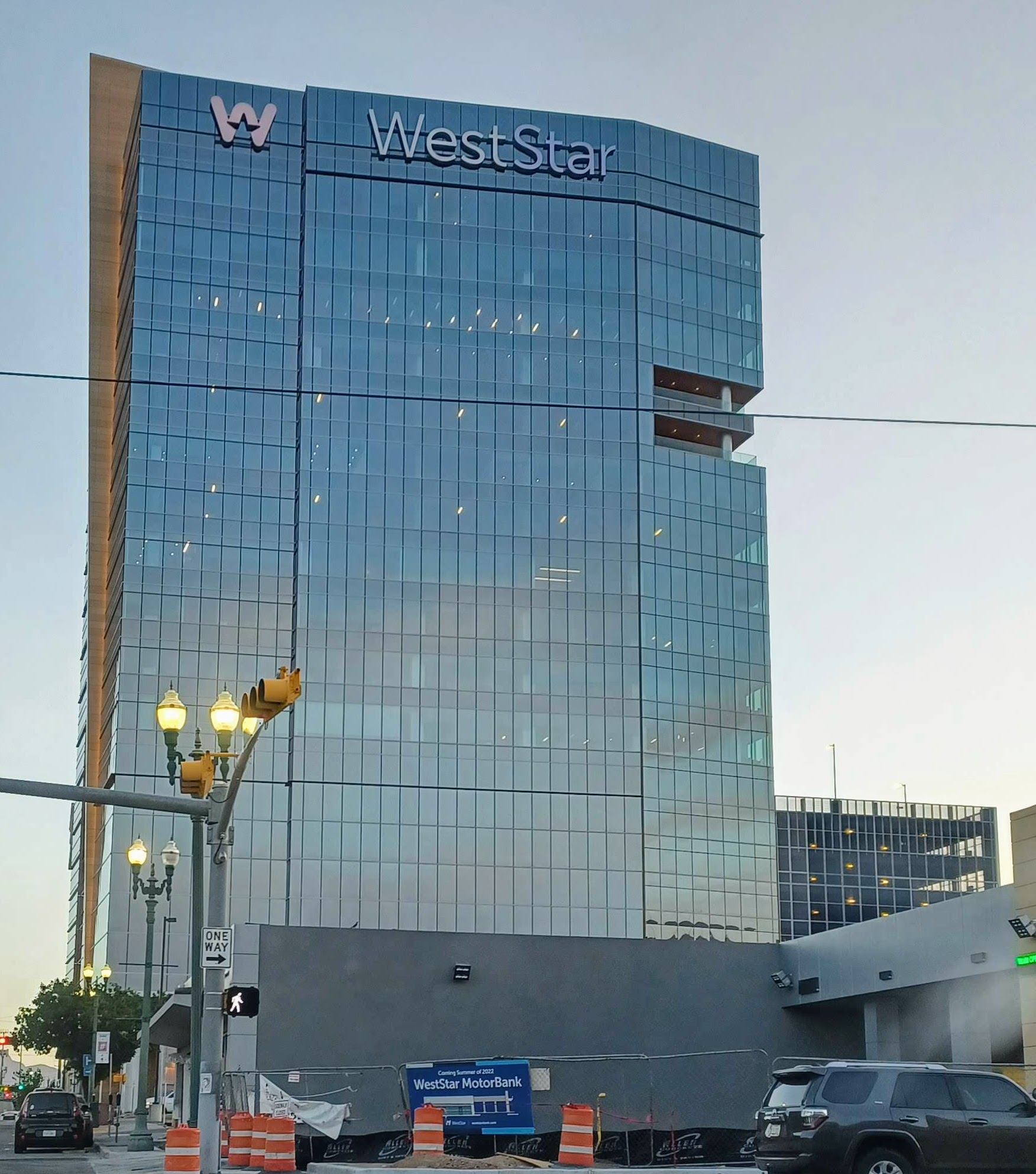
En 2022